# Choi Hong-hi
Choi Hong-hi (9 de Novembro de 1918 – 15 de Junho de 2002) foi um general do Exército da Coréia do Sul e artista marcial o qual é reconhecido como um importante colaborador da arte marcial coreana taekwondo.[a]
Choi é reconhecido por ser o "Fundador Taekwon-Do"— segundo a  International Taekwon-Do Federation (ITF).
1. ↑  International Taekwon-Do Federation Arquivado em 10 fevereiro 2014 no Wayback Machine (Headquarters Korea which is officially recognised by Korean Government on 24 June 2009).
2. ↑  International Taekwon-Do Federation Arquivado em 20 março 2008 no Wayback Machine (formerly under Trân Triêu Quân; now under acting President Pablo Trajtenberg, based in Italy). Retrieved on 15 January 2008; updated version retrieved on 9 October 2010.
3. ↑  International Taekwon-Do Federation Arquivado em 23 janeiro 2008 no Wayback Machine (under Chang Ung, based in Austria). Retrieved on 28 January 2008; updated version retrieved on 9 October 2010.
4. ↑  General Choi (ITFNZ) Arquivado em 21 novembro 2007 no Wayback Machine Retrieved on 15 January 2008.